# Marion Pritchard
Marion Pritchard, född von Binsbergen 1920 i Amsterdam, död 11 december 2016, var en holländsk-amerikansk socialarbetare och psykoanalytiker, som utmärkt sig som räddare av judiska liv i Nederländerna under det andra världskriget.
Marion Pritchard växte upp i Nederländerna, dotter till en domare. Vid 19 års ålder påbörjade hon utbildning vid en socialhögskola i Amsterdam. Under studietiden blev hon arresterad misstänkt för beröring med motståndsrörelsen och blev fängslad under sju månader.  
År 1942 gömde hon för första gången ett judiskt barn, en 2 1/2-årig pojke under flera månader i sina föräldrars bostad. Senare omhändertog hon på uppdrag av motståndsrörelsen framtidsforskaren Fred (Freddie) Polak (1907–1985) och hans tre barn i ett hus på landsbygden under närmare tre år fram till krigsslutet. Marion Pritchard anses ha räddat minst 150 människors liv.
| ” | När kriget var över hade jag ljugit, stulit, lurat, förrått, och till och med dödat. | „ |
| – Marion Pritchard i University of Michigans Wallenberg Endowments Wallenberg Lecture, Ann Arbor oktober 1996 |                                                                                      |   |

Efter kriget arbetade Marion Pritchard i United Nations Relief and Rehabilitation Administrations läger för omhändertagande av flyktingar. I ett läger i Tyskland mötte hon den tidigare amerikanske armélöjtnanten Tony Pritchard, som hon gifte sig med. Hon emigrerade till USA 1947 och bosatte sig i Vermont. Hon har tre barn. Hon fick utmärkelsen Rättfärdig bland folken 1983 och blev hedersmedborgare i Israel 1991. Hon fick också Wallenbergmedaljen 1996.